# قروتشاق العليا (أيل غورك)
قروتشاق العلیا (بالفارسية: قروچاه علیا) هي قرية تقع في إيران في قسم أيل غورك الريفي. يقدر عدد سكانها بـ 73 نسمة بحسب إحصاء 2016.